# Un cas d'identitat
Un cas d'identitat (anglès: A Case of Identity) és una dels 56 relats breus de Sherlock Holmes escrits per Sir Arthur Conan Doyle i és la tercera història de Les aventures de Sherlock Holmes. Va aparèixer per primera vegada a The Strand Magazine el setembre de 1891.

## Resum de la trama
La història gira al voltant del cas de la senyoreta Mary Sutherland, una dona amb uns ingressos importants pels interessos d'un fons creat per a ella. Està compromesa amb un londinenc tranquil que ha desaparegut recentment. Els poders detectius de Sherlock Holmes amb prou feines són desafiats, ja que això resulta ser un cas bastant elemental per a ell, per molt que desconcertin a Watson.
El promès, Hosmer Angel, és un personatge peculiar, més aviat tranquil i més aviat secret sobre la seva vida. La senyoreta Sutherland només sap que treballa en una oficina a Leadenhall Street, però res més específic que això. Totes les seves cartes per ella estan mecanografiades, fins i tot la signatura, i ell insisteix que li escrigui a través de l'oficina de correus local.
El clímax de la trista relació arriba quan el senyor Angel abandona la senyoreta Sutherland a l'altar el dia del seu casament.
Holmes, observant totes aquestes coses, la descripció d'Hosmer Angel i el fet que sembla que només es reunirà amb la senyoreta Sutherland mentre el seu padrastre, James Windibank, desaprovador, és fora del país per negocis, arriba a una conclusió força ràpidament. Una carta mecanografiada confirma la seva creença sense cap mena de dubte. Només una persona podria haver guanyat amb això: el Sr. James Windibank. Des de la mort de la mare de Mary Sutherland, ell ha estat el síndic de l'herència de Mary, i continuarà sent capaç de finançar el seu estil de vida, però només fins que ella decideixi marxar de casa. Holmes dedueix que "Angel" havia "desaparegut" simplement sortint per l'altre costat d'una cotxe de quatre rodes.
Després de resoldre el misteri, Holmes opta per no dir-li la solució al seu client, ja que "Si li dic, ella no em creurà. Potser recordeu l'antiga dita persa: "Hi ha perill per a qui s'emporti el cadell de tigre, i també perill per a qui arrenqui una il·lusió a una dona. Hi ha tant sentit en Hafiz com en Horaci, i tant coneixement del món". Holmes havia aconsellat anteriorment al seu client que oblidés "Mr. Angel", però la senyoreta Sutherland es va negar a acceptar el consell d'Holmes i va prometre romandre fidel a "Angel" fins que reapareixi, almenys durant deu anys.
Holmes prediu que Windibank continuarà una carrera en el crim i acabarà a la forca.

## Historial de publicacions
"A Case of Identity" es va publicar per primera vegada al Regne Unit a The Strand Magazine el setembre de 1891, i als Estats Units a l'edició nord-americana de Strand l'octubre de 1891. La història es va publicar amb set il·lustracions de Sidney Paget a The Strand Magazine. Va ser inclòs a la col·lecció de contes Les aventures de Sherlock Holmes, que es va publicar l'octubre de 1892.

## Adaptacions

### Cinema i televisió
Aquesta història va ser la base de la tercera aventura de Holmes (estrenada el 1921) de la sèrie de pel·lícules mudes de Stoll protagonitzada per Eille Norwood.
El 2001, aquesta va ser la base de l'últim episodi de la sèrie de televisió animada Sherlock Holmes al segle XXII.
El 2014, es veu a "The Empty Hearse", de la sèrie de televisió de la BBC Sherlock, com un dels casos en què Sherlock treballa amb Molly Hooper ajudant-lo. Mary Sutherland va ser interpretada per Elizabeth Coyle. Molly Hooper va ser interpretada per Louise Brealey.
Al quart episodi de la sèrie de televisió de titelles japonesa del 2014 Sherlock Holmes, Mary Sutherland és una alumna de l'Beeton School. Està enamorada del sènior Hosmer Angel que de sobte desapareix en una cova al fons de l'escola. Holmes, un alumne que viu a l'habitació 221B del dormitori Baker, sospita que Angel i Windibank, un dels amics de la infància de Sutherland, són la mateixa persona i ell i Watson descobreixen que no hi ha cap alumne anomenat Hosmer Angel a l'escola. Holmes aprecia a Watson per consolar el cor trencat Sutherland. Watson li diu a Holmes, que critica les novel·les com a la història original, que s'equivoca al fer-ho perquè es poden aprendre diverses coses de les novel·les, inclosa com entendre la ment femenina.

### Ràdio
Edith Meiser va adaptar la història com a episodi de la sèrie de ràdio The Adventures of Sherlock Holmes, que es va emetre el 5 de maig de 1932, protagonitzada per Richard Gordon com Sherlock Holmes i Leigh Lovell com el Dr. Watson. Un altre episodi adaptat de la història es va emetre el 21 d'abril de 1935 (amb Louis Hector com a Holmes i Lovell com a Watson).
Edith Meiser també va adaptar la història per a la sèrie de ràdio The New Adventures of Sherlock Holmes amb Basil Rathbone com a Holmes i Nigel Bruce com a Watson. L'episodi es va emetre el 30 de novembre de 1941. Una altra adaptació de la història es va emetre a la mateixa sèrie el 30 de maig de 1948 (amb John Stanley com a Holmes i Alfred Shirley com a Watson).
John Gielgud va interpretar Sherlock Holmes i Ralph Richardson va interpretar el Dr. Watson en una adaptació radiofònica que es va emetre al BBC Light Program el 2 de novembre de 1954. Es va emetre a la ràdio NBC el 23 de gener de 1955.
Una adaptació de ràdio es va emetre el 1969, com a part de la sèrie de ràdio de la BBC de 1952-1969 protagonitzada per Carleton Hobbs com Holmes i Norman Shelley com Watson. Va ser adaptat per Michael Hardwick.
La història va ser adaptada el 1990 per Peter Mackie com a episodi de la sèrie de ràdio de la BBC de 1989-1998, protagonitzada per Clive Merrison com Holmes i Michael Williams com Watson, i amb Susannah Corbett com Mary Sutherland.
Un episodi del 2014 de la sèrie de ràdio The Classic Adventures of Sherlock Holmes va ser adaptat de la història, amb John Patrick Lowrie com a Holmes i Lawrence Albert com a Watson.

### Altres mitjans
Colin Dexter, conegut per escriure les novel·les de l'inspector Morse, va escriure un relat breu basat en això anomenat "A Case of Mis-Identity", en el qual el germà d'Holmes, Mycroft, està implicat en la deducció del cas; en aquesta història, la teoria de Holmes sobre el personatge "Hosmer Angel" és la mateixa, mentre que Mycroft dedueix que "Hosmer Angel" és una ficció creada per la mare i la filla per eliminar el padrastre, només perquè Watson revelés que "Hosmer Angel" ' és en realitat una persona real que va ser atacada i robada de camí al seu casament, hospitalitzada i finalment tractada per Watson, que va utilitzar les seves pròpies habilitats de detectiu per verificar la identitat de l'home.
La història es va adaptar com l'inici del tercer cas del videojoc de Frogwares del 2016 Sherlock Holmes: The Devil's Daughter. Watson no és present quan arriba Mary Sutherland i Sherlock està acompanyat per Orson Wilde, un actor nord-americà que s'està preparant per interpretar-lo. El jugador pot arribar a diferents conclusions sobre el cas i també prendre una decisió per explicar-li els resultats de la seva deducció.
El conte breu de Keith RA Decandido, "Identity: An Adventure of Shirley Holmes and Jack Watson" actualitza la història al Manhattan actual. Aquí, l'explicació es canvia de la miopia a la prosopagnòsia o ceguesa facial.